# Hegedűs András (barlangi mentő)

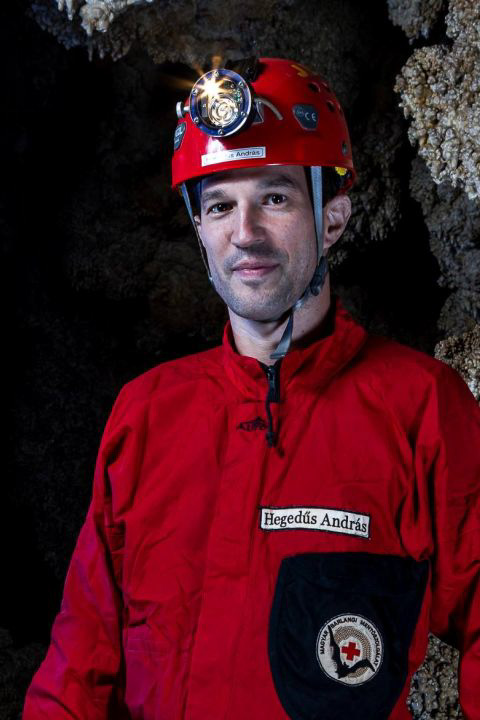
Hegedűs András

Hegedűs András (Budapest, 1974. június 22. –) geográfus, barlangkutató, barlangi mentő.

## Munkássága
1994 óta dolgozik a Szemlő-hegyi-barlangban és a Pál-völgyi-barlangban, a túraszervezés, túravezetés, üzemeltetés feladatokat koordinálja és végzi. 1997 óta a Magyar Barlangi Mentőszolgálat (BMSZ) tagja, 2010-től akcióvezető, vezetőségi tag, a BMSZ Oktatási és módszertani vezetője. Barlangkutatóként számos hazai és külföldi barlang kutatásában vett és vesz részt. 1994-től a Magyar Karszt- és Barlangkutató Társulat (MKBT) tagja, 1997-től az MKBT Oktatási Szakosztály tagja, 2019-től annak vezetője. 2000-től részállásban az Országos Mentőszolgálatnál dolgozik paramedikusként. 2016 óta tagja a Speleo Roznava rozsnyói barlangkutató csoportnak.
A kilencvenes évek végén több alkalommal részt vett az Abysso Michele Gortani (Olaszország) feltárásában. A Bolhási–Jávorkúti-barlangrendszerben vezetésével az UTTE Szabó József barlangkutató csoport tagjai több mint egy kilométer új részt tártak fel az ezredforduló körüli években. 2003-tól minden évben részt vesz a montenegrói magyar barlangász expedíciókban, 2018-tól annak vezetőjeként. Kutatómunkájuk eredményeképpen a Kotori-öböl feletti térségben közel 50 km új barlangjáratot sikerült feltárni.
Barlangi mentőként több mint száz mentésben vett részt, köztük a 2002-ben a bódvarákói Rákóczi-barlangban hat napig tartó akcióban. Operatív vezetője a 2022-ben a Kossuth-barlangban egy hétig tartó, illetve 2023-ban a törökországi Morca-barlangban egy hétig tartó barlangi mentésnek.

## Díjai, elismerései
- Belügyminisztériumi elismerő oklevél a Rákóczi-barlangban történt mentésért (2002)
- OMSZ főigazgatói dicséret (2011, 2012, 2023)
- Herman Ottó-érem (2021)

## Publikációi
- A barlangjárás alapjai egyes fejezetei (szerk: Dolgos M. tanfolyami jegyzet – MKBT, Budapest 2022)
- Túravezetői ismeretek egyes fejezetei (szerk: Dolgos M. tanfolyami jegyzet – MKBT, Budapest 2015)
- A barlangok felmérése  (Szabó Zoltánnal, tanfolyami jegyzet – MKBT, Budapest 2015)